# Xeinostomatinae
Xeinostomatinae is een onderfamilie van kreeftachtigen uit de klasse van de Malacostraca (hogere kreeftachtigen).

## Geslachten
- Ketamia Tavares, 1992
- Krangalangia Tavares, 1992
- Xeinostoma Stebbing, 1920